# S/2017 J 2
S/2017 J 2 är en av Jupiters månar. Den upptäcktes år 2017 av Scott S. Sheppard. S/2017 J 2 är cirka 2 kilometer i diameter och roterar kring Jupiter på ett avstånd av cirka 23 303 000 kilometer.
S/2017 J 2 har ännu inte fått något officiellt namn.